# Helen Clarková
Helen Elizabeth Clarková (* 26. února 1950 Hamilton, Nový Zéland) je novozélandská politička. Od 27. listopadu 1999 do 19. listopadu 2008 byla ministerskou předsedkyní Nového Zélandu. V roce 2016 kandidovala na post generálního tajemníka OSN a od 17. dubna 2009 do 19. dubna 2017 byla hlavou Rozvojového programu OSN.
Clarková se při nástupu do funkce premiérky stala teprve druhou ženou zastávající v historii Nového Zélandu tento úřad. K roku 2025 byla také pátá nejdéle sloužící ministerská předsedkyně země v její historii.

## Vyznamenání
- člen Řádu Nového Zélandu – 2010 – za služby Novému Zélandu[2][3]
- Řád vycházejícího slunce I. třídy – Japonsko, prosinec 2017[4]